# York University
De York University is de grootste staatsuniversiteit van Toronto, Canada, gesticht in 1959 en gevestigd in Ontario. Het is de op twee na grootste universiteit van het land.
De universiteit, en in het bijzonder de faculteiten wetenschappen en ingenieurswetenschappen, participeren in het Canadian Space Program.
De business school en law school van de universiteit worden hoog genoteerd in een aantal Canadese en wereldwijde rankings.

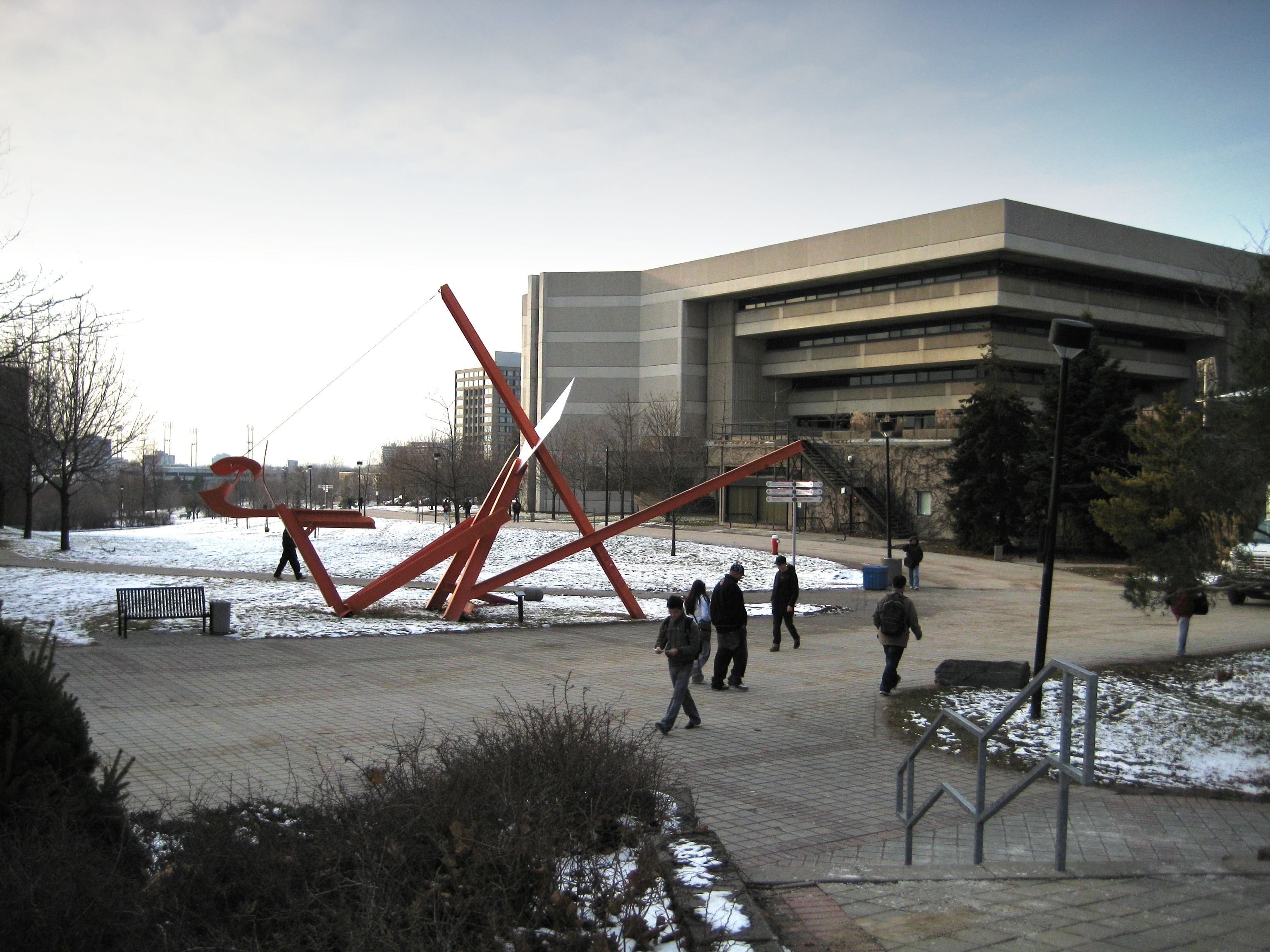
Scott-bibliotheek van de York University